# Aquiles (lutador)
Vespaciano Félix de Oliveira, mais conhecido como Aquiles ou O Matador, é um ex-lutador brasileiro. 

## Carreira
Vespaciano iniciou sua carreira no boxe, treinando na academia de Benjamin Ruta, porém logo mudou-se para o Telecatch, ao conhecer Cangaceiro, um ex-lutador e ex-treinador. Inicialmente, por ser um lutador "sujo", seu apelido era "O Terrível". Durante uma luta, nos anos 1960, Aquiles matou seu adversário. A partir daí, seu apelido modificou-se para o que permaneceu durante toda sua carreira como lutador: "O Matador".
Aquiles atuou dos anos 1960 até 1980. As emissoras que televisionaram suas lutas durante  o tempo foram a Tupi, Excelsior, Bandeirantes, Globo, Record e Gazeta.
Aposentado das lutas, Vespaciano ainda foi professor de educação física e integrou a Comissão de esportes da Prefeitura de Tabatinga, São Paulo. Atualmente, é cantor evangélico.